# Heinz Müller
Heinz Müller, nascido a 16 de setembro de 1924 em Tuningen e falecido a 25 de setembro de 1975 em Schwenningen foi um ciclista profissional alemão que foi profissional desde 1949 a 1960.

## Palmarés
| 1949 - 1 etapa da Volta à Alemanha 1950 - 2 etapas da Volta à Alemanha 1951 - 1 etapa da Volta à Alemanha 1952 - Campeonato Mundial em Estrada - 3 etapas da Volta à Alemanha 1953 - Campeonato da Alemanha em Estrada | 1955 - 2 etapas da Volta à Alemanha 1956 - 3º no Campeonato da Alemanha em Estrada 1957 - 1 etapa da Volta à Suíça 1958 - Tour du Nord-Ouest da Suisse |

## Resultados nas Grandes Voltas e Campeonatos do Mundo
| Carreira           | 1952 | 1953 | 1954 | 1955 | 1956 | 1957 | 1958 | 1959 | 1960 |
| ------------------ | ---- | ---- | ---- | ---- | ---- | ---- | ---- | ---- | ---- |
| Giro d'Italia      | -    | -    | Ab.  | -    | -    | -    | Ab.  | -    | -    |
| Tour de France     | -    | -    | -    | Ab.  | -    | -    | -    | -    | -    |
| Volta a Espanha    | -    | -    | -    | -    | Ab.  | -    | -    | -    | -    |
| Mundial em Estrada | 1º   | -    | -    | 19º  | -    | -    | -    | -    | -    |

-: não participa

Ab.: abandono